# Chlorophorus agnatus
Chlorophorus agnatus är en skalbaggsart som beskrevs av Louis Alexandre Auguste Chevrolat 1863. Chlorophorus agnatus ingår i släktet Chlorophorus och familjen långhorningar. Inga underarter finns listade i Catalogue of Life.